# 火冠戴菊
火冠戴菊（学名：Regulus ignicapilla）是戴菊科戴菊属的一种，分布于欧洲和北非的温带地区。体长约9厘米，翼展13-16厘米，体重4–7克。背部为青铜色，肩部为明亮的橄榄绿色。头部拥有一条黑色的眼条纹，长长的白色眼眉。冠部颜色明亮，雌性为黄色，雄性为橙色。